# Black Power

Uniesiona w górę pięść uważana jest za polityczny symbol solidarności osób czarnoskórych

Black Power (Czarna siła) – rasistowski slogan odnoszący się do aspiracji osób czarnoskórych (w Afryce i na innych kontynentach) do samookreślenia. Główną ideą ruchu politycznego głoszącego hasła Black Power jest to, że osoby czarnoskóre powinny przejąć władzę od innych ras.
Pieśń Black Power została w latach 1960. spopularyzowana w Stanach Zjednoczonych przez Stokely Carmichaela i Williego Ricksa (który zmienił imię na Mukasa), działających w ramach Pokojowego Komitetu Koordynacyjnego Studentów (ang. Student Non-violent Coordinating Committee, SNCC). 
Ruch Black Power pojawił się w USA w latach 1960., razem z ruchem praw obywatelskich. Wielu członków SNCC krytykowało podejście Martina Luthera Kinga, który bronił pokojowych form oporu wobec rasizmu i dążył do desegregacji. Zwolennicy SNCC uważali, że Czarni będą zdominowani przez Białych tak długo, jak długo będą mniejszością w kraju zarządzanym przez Białych, więc powinni dążyć do samostanowienia we własnym państwie.
SNCC uważała, że niektórzy Biali rasiści stosowali przemoc przeciwko Czarnym mieszkańcom, którzy bywali „nie na swoim miejscu”, a więc brak przemocy ze strony Czarnych wynika z braku ich odwagi do stanięcia w obronie własnego ludu i może być uzasadniana jedynie w kategoriach religijnych, a nie materialnych.
Nawet gdy postawa zyskała poklask większości czarnoskórych obywateli, którzy bywali uciskani przez rasistowskie prawa, Martin Luther King trwał przy postawie „integrated power” (zintegrowana siła): podzielanej przez większość amerykańskiej lewicy politycznej dążącej do osiągnięcia „ślepoty na kolor skóry”, dzięki której Czarni mieliby w pełni integrować się z amerykańskim społeczeństwem.
Oponenci ideologii Kinga twierdzą, że taka asymilacja pozbawia Afroamerykanów ich dziedzictwa i godności. Omali Yeshitela, przywódca ruchu Uhuru Movement i przewodniczący African People’s Socialist Party, argumentuje, że Afrykanie wielokrotnie walczyli, aby uchronić przed europejskimi kolonistami swoje kraje i kultury, a integrowanie się z rasą, która rabowała ich z bogactw i wartości, jest aktem zdrady, która popiera imperializm.
Krytycy ruchu African Internationalism czy Black Power zauważają, że Afroamerykanie nie są sobą dzięki pracy na rzecz kraju, w którym przebywają, ale także na skutek walki, jaką stoczyli o uzyskanie wolności. Ich zwolennicy argumentują z kolei, że Afrykanie nigdy sami nie wyjeżdżali z chęcią do Stanów Zjednoczonych, a ich „krew, pot i łzy wsiąknięte w amerykańską ziemię” nie zmieniają ich narodowości.
Niektórzy aktywiści Black Power nazywali siebie „nowymi Afrykanami”, uważając, że Afroamerykanie powinni mieć swoje własne, niezależne państwo, utworzone w „czarnym pasie” Stanów Zjednoczonych, ponieważ Afroamerykanie są tam większością.
Jeszcze inny odłam czarnoskórych nacjonalistów wyznaje „kulturowy nacjonalizm” i wspiera panafrykanizm, który był często krytykowany za brak solidarności z interesami ubogiej klasy pracującej. 

Niektórzy działacze Czarnej Siły stosowali w tym celu zamachy, mordując na przykład w 1973 gubernatora Bermudów Richarda Christophera Sharplesa z powodów rasowych i politycznych:
[Moim] motywem zabicia gubernatora była chęć uświadomienia ludziom, w szczególności Czarnym, zła i niegodziwości systemu kolonialnego na naszej wyspie. Po drugie, moim motywem było pokazanie, że kolonialiści są zwykłymi ludźmi, takimi jak my: jedzą, śpią i umierają tak jak wszyscy, i że nie musimy się ich bać [zabić]. (Słowa zamachowca Burrowsa)